# روبرت هوفمان (ممثل)
روبرت هوفمان (بالألمانية: Robert Hoffmann)‏ هو ممثل نمساوي، ولد في 30 أغسطس 1939 في النمسا.

## وصلات خارجية
- روبرت هوفمان على موقع IMDb (الإنجليزية)
- روبرت هوفمان على موقع ألو سيني (الفرنسية)
- روبرت هوفمان على موقع أول موفي (الإنجليزية)
- روبرت هوفمان على موقع قاعدة بيانات الأفلام السويدية (السويدية)
- روبرت هوفمان على موقع ديسكوغز (الإنجليزية)
- روبرت هوفمان على موقع قاعدة بيانات الفيلم (الإنجليزية)
- روبرت هوفمان على موقع كينوبويسك (الروسية)